# 러브 라이브! 스쿨 아이돌 페스티벌
러브라이브! 스쿨 아이돌 페스티벌(일본어: ラブライブ！スクールアイドルフェスティバル)은 동명의 애니메이션 러브 라이브!에 기반하여 iOS와 안드로이드 용으로 발매된 리듬 게임이다. 부시로드와 KLab이 발매하였는데, 2013년 4월 16일에 iOS용이, 2013년 6월 6일에 안드로이드 용으로 각각 발매되었다. 영어 버전은 2014년 5월 11일에 "School Idol Festival"이라는 제목으로 1.6 버전으로, 중국어 버전의 경우 Mobimon Inc.에서 2014년 5월 22일에 버전 1.2로, 대한민국의 경우 NHN 엔터테인먼트가 2014년 6월 26일 안드로이드 용으로 발매했다. 2014년 7월 18일, 대한민국 스쿠페스에서 운영상 실수로 일부 유저에게 시가 500만원 상당의 러브카스톤 10,000개가 발송되었으며, 일부 유저들은 이를 이용하여 희귀 카드를 수집하였다. 이에 따라 당일 3시 25분부터 10시까지 점검에 돌입하여 2시 10분 데이터로 롤백하고 보상을 할 예정이다. 한국판 스쿠페스는 2016년 8월 10일을 끝으로 글로벌 스쿠페스로 서버를 이관하기로 했다. 이 것의 경우 더 좋은 서비스와 많은 유저, 3.0 버전 그리고 와이드 풀 스크린 등이 장점으로 뽑히나 브렉시트 인한 환율 증폭으로 러브카스톤이 비싸졌다는 것, 사람이 많아서 이벤트를 뛰기 힘든 것 등이 단점이다.
러브 라이브! 스쿨 아이돌 페스티벌은 게임은 무료로 할 수 있고, 스토리 모드와 라이브 모드를 제공한다. 라이브 모드에서는 작중의 뮤즈처럼 9명의 학생들을 데리고 게임을 할 수 있다. 플레이어는 라이브 모드에서 점수를 얻는데, 높은 점수를 얻기 위해서는 적절한 시간에 원을 눌러야 하고, 등급이 좋은 카드를 이용하여서 플레이를 하여야 한다. 카드에는 등급이 총 N, R, SR, UR로 총 4가지가 있으며, 등급이 높아질 수록 카드가 발현하는 스킬 (스코어 올리기, 체력 회복, 판정치 강화)의 질이 올라간다. 또한, 카드의 기본 스텟 (스마일, 퓨어,쿨)이 올라가는데, 이 스텟에 따라서 점수가 결정된다. 이 점수는 랭킹에 공개된다. 단, 가장 좋은 UR은 확률 1%를 자랑하니 주의하자. 라이브 모드에서 즐길 수 있는 곡은 애니메이션에 이미 방영되었던 곡이다. 그 외에도 BD 수록곡,유닛송 또한 즐길 수 있다. 플레이어의 결과에 따라 새로운 아이돌 카드가 부여되고, 그들을 다른 아이돌 카드와 합치면 카드 레벨을 올릴 수 있다. 스토리 모드에서는, 플레이어는 뮤즈를 돕기 위해 뮤즈에 들어가서 훈련과 스케줄을 관리한다는 설정이다. 애니메이션 오리지널 캐릭터들(뮤즈와 아리사, 유키호 등) 은 애니메이션의 성우가 음성을 담당하여 풀 보이스를 지원한다.
대한민국에서 발매된 지 2주차에, 러브라이브! 스쿨 아이돌 페스티벌은 구글 플레이에서 인기순위 50-80위, 매출 순위는 30-50위 정도를 기록했으며, 인기순위의 경우 최대 30위를 기록하였다. 매출 순위가 더 높은 이유로는 러브라이브 팬심이 두터워서 유료 결제를 많이 하기 때문이라는 시각이 있다. 또한, 2014년 8월 셋째주에는 러브라이브! 스쿨 아이돌 페스티벌이 한국 앱스토어 랭킹 16위에 오르기도 했다. 게임조선의 이동수는 "소녀들의 일상생활 엿보는 쫄깃함. 덕들에게 강추!"라며 별점 5 중에서 4점으로 평가하였다.

## 같이 보기
- 러브 라이브!